# Мигдаль (горіх)

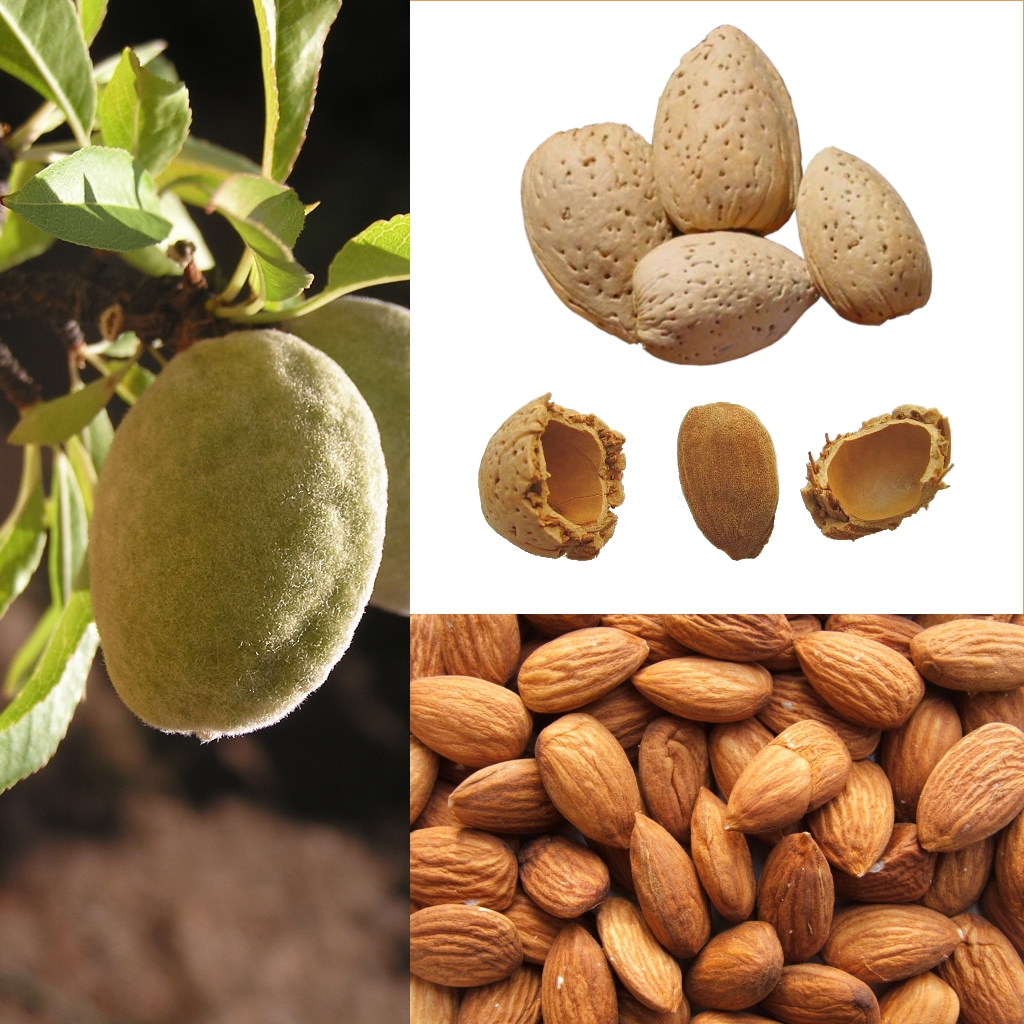
Мигдаль на гілці, горіхи в шкаралупі та горіхи, очищені від шкаралупи

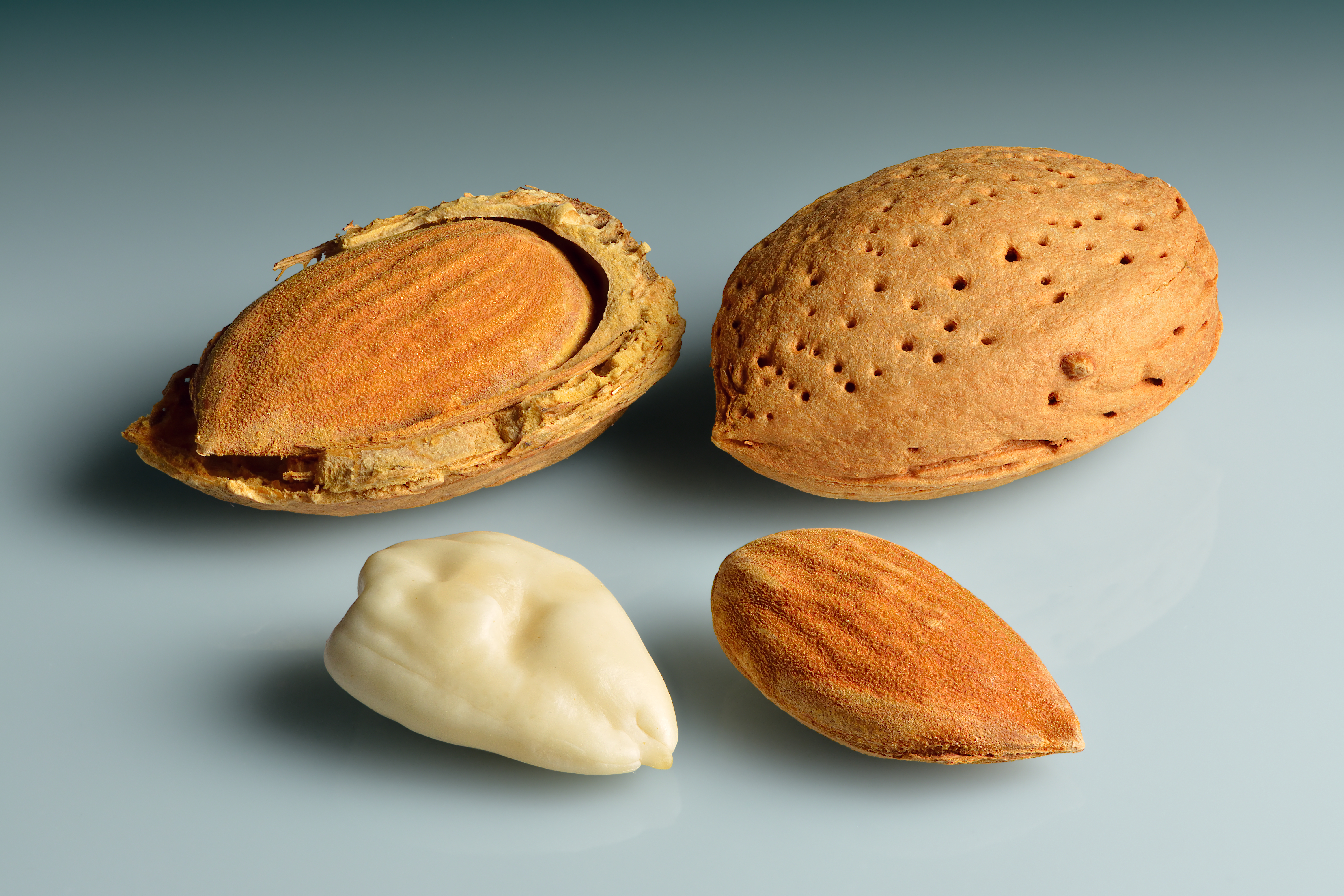

Мигдаль (кісточка сливи) — їстівні ядра насіння або самі насіння одноіменної рослини. Швидко культивується вид Мигдаль звичайний.

## Опис плода
Плід — шкіряста, вкрита волосками кістянка, що розтріскується при дозріванні. Його поверхня гладка або зморшкувата. Кісточка такої ж форми, що і сам плід, покрита дрібними ямками,  2,5—3 см завдовжки. Плід має довгасту стиснуту з боків форму, буває великий (завдовжки до 69 мм) і дрібний (завдовжки до 30 мм); буває як з товстою, так і з тонкою шкаралупою. Має слабкий аромат. Сухі ядра містять до 54% жирів, близько 30% білків. Мигдаль дуже насичений вітамінами В, Е, K та інші, має і інші антиоксиданти, які корисні для шкіри. Він містить як L-карнітин, так і рибофлавін — дві поживні речовини, які дуже важливі для підтримки здоров'я мозку.
У склад мигдалю входять:
- білки (20 %);
- жири (50 %);
- вуглеводи (13 %);
- клітковина (4 %);
- мінеральні речовини (2,5 %).

Згідно з дослідженням 1000 харчових продуктів, опублікованому в 2015 році, мигдалевий горіх знаходиться на першому місці по «живильній придатності» (nutritional fitness), тобто за складом поживних речовин, необхідних для задоволення щоденних потреб.

## Різновиди
Усього налічується близько 40 видів мигдалю.
У широкому культивуванні мигдалю звичайного зустрічаються дві різновиди: солодкий (підвид лат. Prunus dulcis var. dulcis) та гіркий (лат. Prunus dulcis var. amara
Гіркота пояснюється присутністю амігдалину (2-8%), який зникає після температурній обробці. Гіркий мигдаль неїстівний, проте користується популярністю при виробництві парфумерії через сильного аромату.
Солодкий мигдаль використовується в кулінарії. З такого мигдалю отримують мигдалеву олію.
В Азії у невеликих кількостях вирощують на горіхи види Мигдаль курамський і Мигдаль узбекистанський.

## Виробництво

### Сполучені Штати Америки
У Сполучених Штатах виробництво зосереджено в Каліфорнії, де у 2017 році вирощувалося на 400000 гектарів та 6 різних сортів мигдалю із врожайністю понад 2,25 мільярдів кілограмів очищеного мигдалю.
Виробництво в Каліфорнії перепадає інтенсивністю опилення бджолами на кінець зими.
Загальний об'єм експорту очищеного мигдалю з США у 2016 році склав 3,2 мільярдів доларів.

## Використання

Виріб з марципану

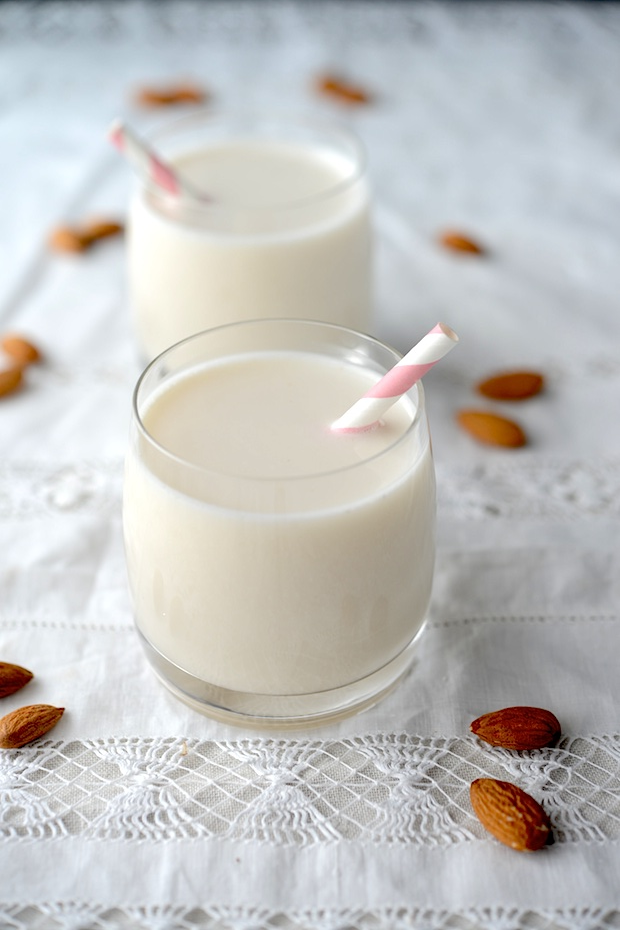
Мигдалеве молоко

Мигдалеве молоко - це напій, виготовлений з меленого мигдалю, який використовується як замінник справжнього молока. Таке молоко не має лактози та холестерину.
Так як мигдалеве молоко не містить продуктів тваринного походження, воно підходить для вегетаріанців та веганів, а також для віруючих людей у період посту.

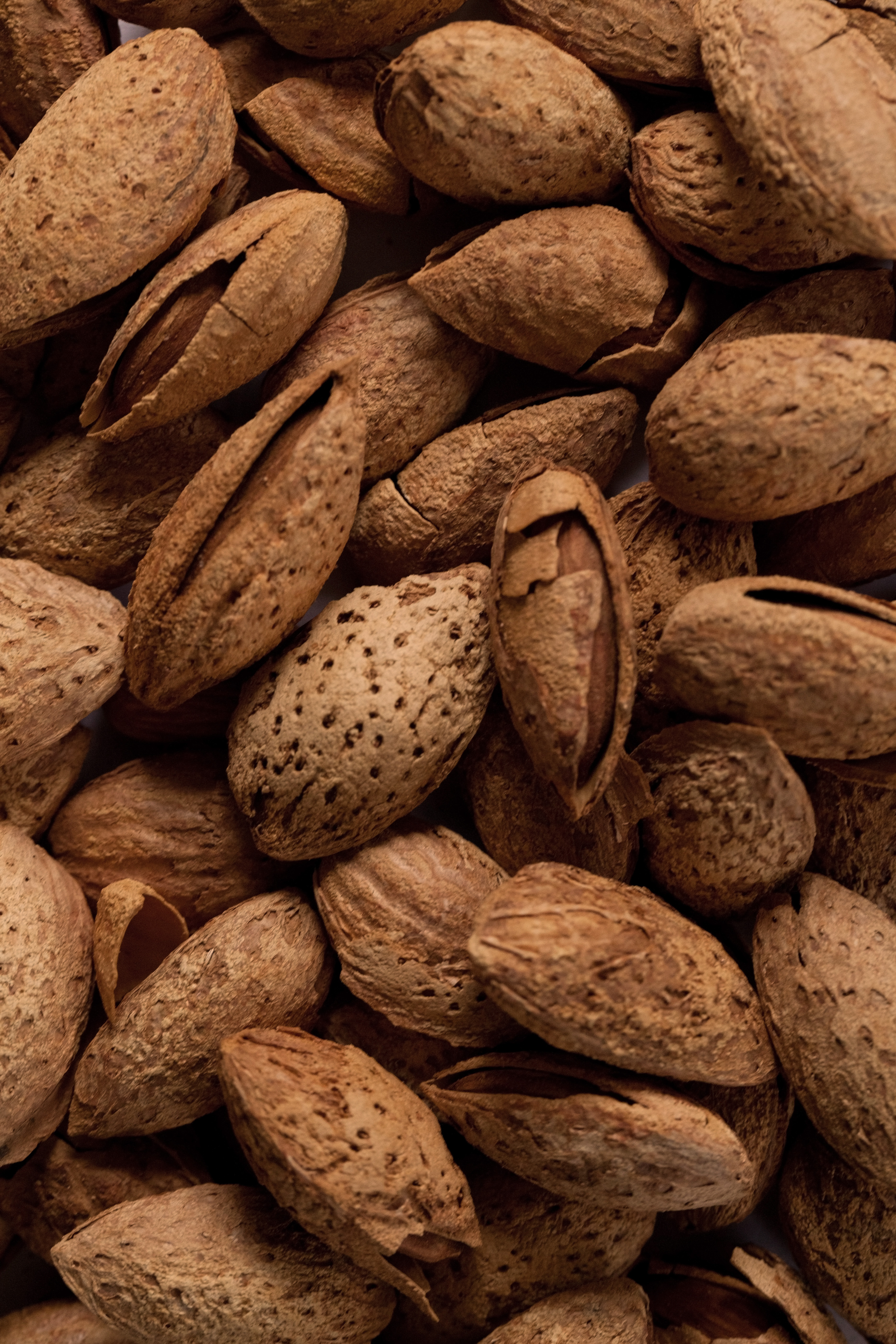
Обсмажені в кісточці насіння

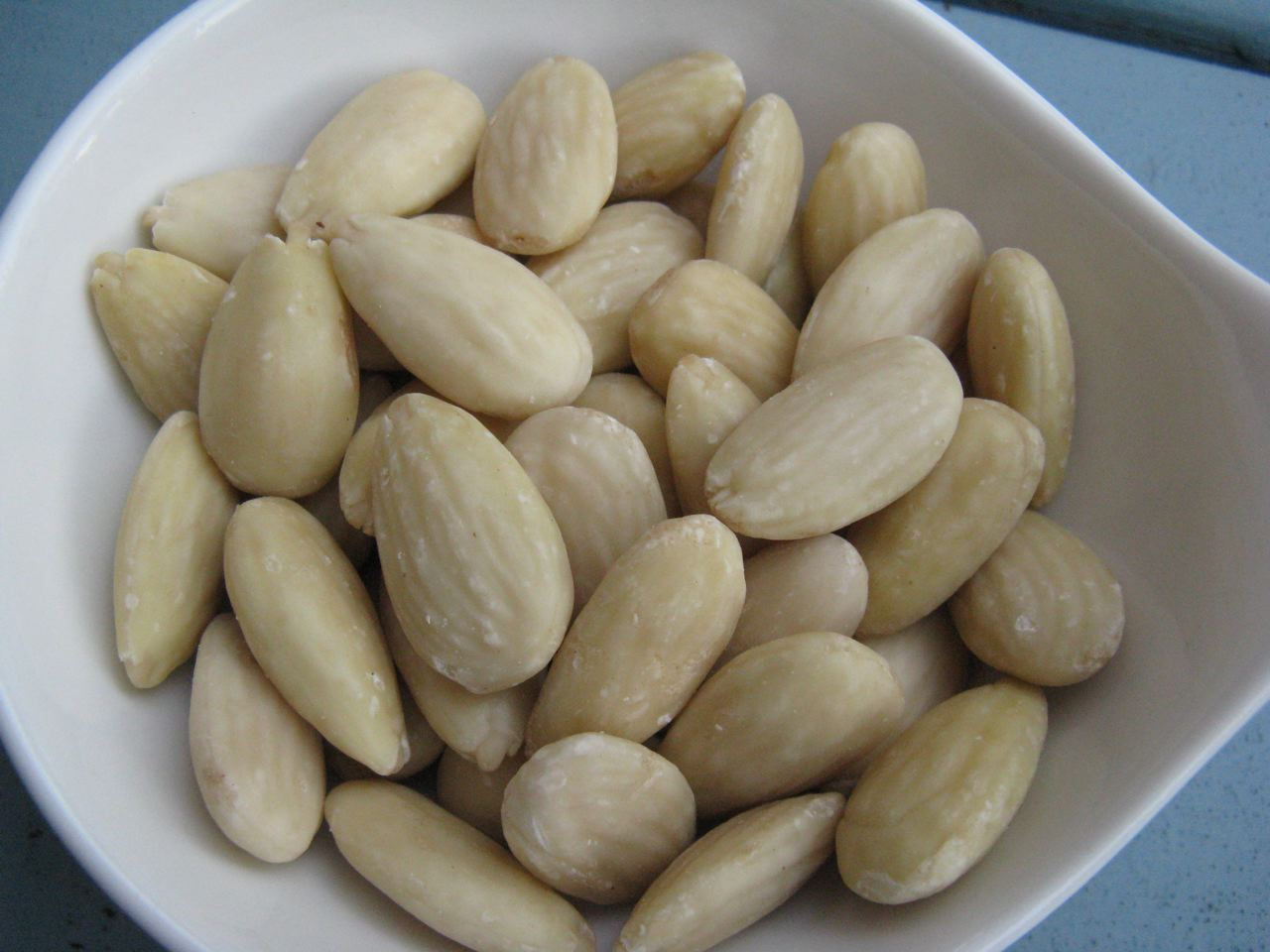
Бланшоване та очищене насіння - сировина для кулінарії

У багатьох країнах популярністю користується мигдалеве печиво. Мигдалевий крем (франжипан) використовується для приготування багатьох видів тортів, використовується як начинка для солодких булочок. В останні роки все більшим попитом в західних країнах користується мигдалева паста як альтернатива високожирній арахісовій.

## Терміни збору врожаю

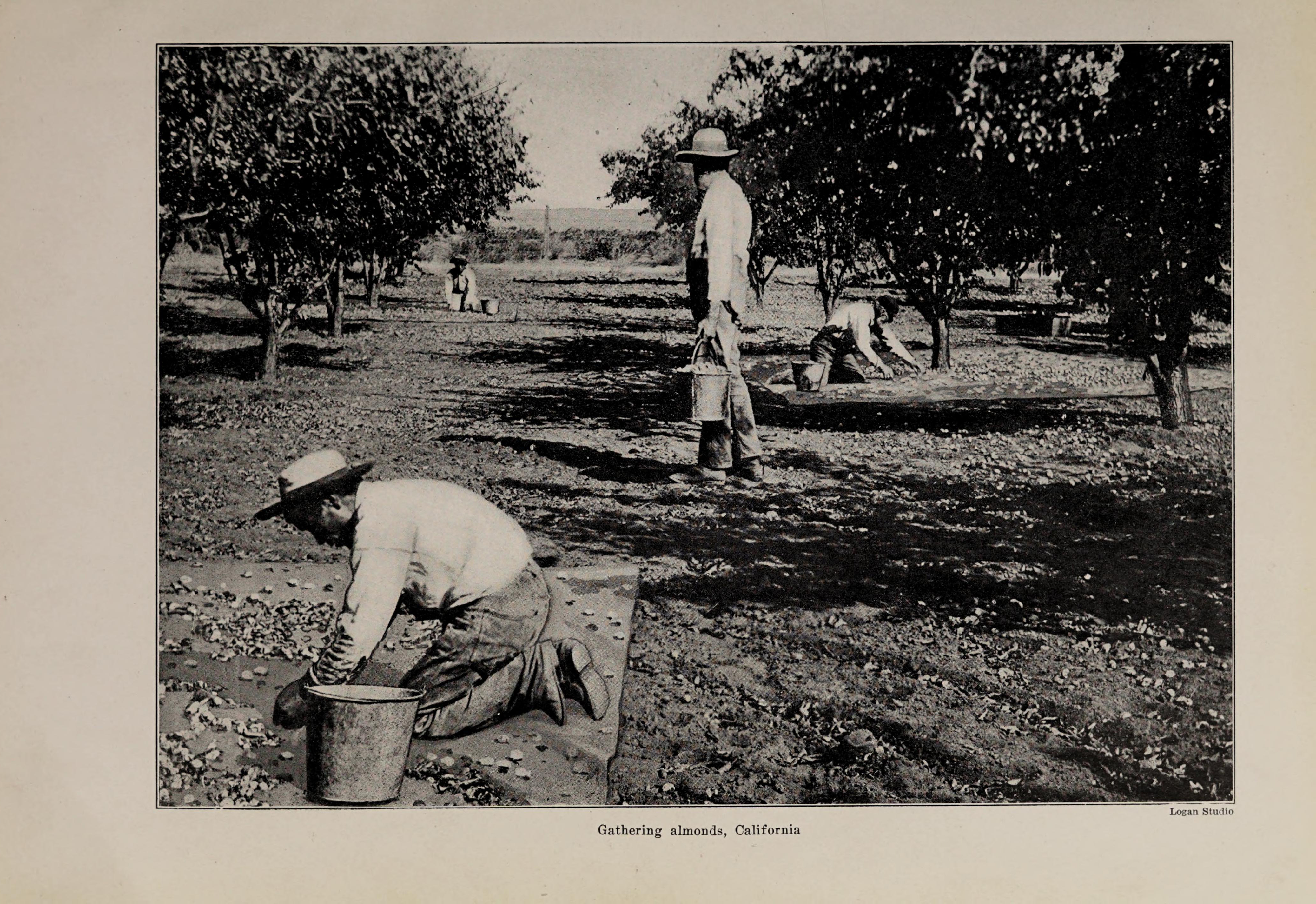
Збір врожаю

Збір врожаю - з кінця серпня по вересень. Про достигання вказує відкриття навколоплідника плодів.
Урожай мигдалю в шкаралупі становить приблизно 1200-1500 кілограмів з гектара; з чистим виходом мигдалю (ядра) - від 35 до 45%, що відповідає 420/520 - 540/670 кг. При поливі у сприятливі сезони - урожай досягає 2500 кг / га.